# گیاه‌پارچ رینوارت
گیاه‌پارچ رینوارت (نام علمی: Nepenthes reinwardtiana)، یک گونه از سرده گیاه‌پارچ‌ها است.